# Левел-Грін (Пенсільванія)
Левел-Грін (англ. Level Green) — переписна місцевість (CDP) в США, в окрузі Вестморленд штату Пенсільванія. Населення — 3898 осіб (2020).

## Географія
Левел-Грін розташований за координатами 40°23′25″ пн. ш. 79°43′17″ зх. д. / 40.39028° пн. ш. 79.72139° зх. д. (40.390196, -79.721492).  За даними Бюро перепису населення США в 2010 році переписна місцевість мала площу 9,84 км², уся площа — суходіл.

## Демографія
Згідно з переписом 2010 року, у переписній місцевості мешкало 4020 осіб у 1547 домогосподарствах у складі 1226 родин. Густота населення становила 408 осіб/км².  Було 1613 помешкання (164/км²).
Расовий склад населення:
| - 98,7 % — білих - 0,6 % — азіатів - 0,2 % — чорних або афроамериканців |

До двох чи більше рас належало 0,4 %. Частка іспаномовних становила 0,6 % від усіх жителів.
За віковим діапазоном населення розподілялося таким чином: 21,6 % — особи молодші 18 років, 60,1 % — особи у віці 18—64 років, 18,3 % — особи у віці 65 років та старші. Медіана віку мешканця становила 46,4 року. На 100 осіб жіночої статі у переписній місцевості припадало 98,9 чоловіків;  на 100 жінок у віці від 18 років та старших — 95,1 чоловіків також старших 18 років.
Середній дохід на одне домашнє господарство  становив 92 970 доларів США (медіана — 78 048), а середній дохід на одну сім'ю — 107 161 долар (медіана — 83 640). Медіана доходів становила 64 063 долари для чоловіків та 52 292 долари для жінок. За межею бідності перебувало 5,3 % осіб, у тому числі 3,8 % дітей у віці до 18 років та 9,2 % осіб у віці 65 років та старших.
Цивільне працевлаштоване населення становило 1857 осіб. Основні галузі зайнятості: освіта, охорона здоров'я та соціальна допомога — 28,3 %, виробництво — 16,5 %, роздрібна торгівля — 13,1 %.